# Dorwać gringo
Dorwać gringo (ang. Get the Gringo) – amerykański film akcji z 2012 roku w reżyserii Adriana Grunberga. Zdjęcia kręcono w Veracruz, San Diego i Brownsville.

## Fabuła
Po nieudanym skoku w Stanach Zjednoczonych, kierowca (Mel Gibson) zostaje zesłany do meksykańskiego więzienia, które tak naprawdę jest ogrodzonym miasteczkiem. 10-letni chłopiec (Kevin Hernandez) uczy go jak przetrwać w takim miejscu. Kierowca stara się ocalić chłopca przed bezwzględnymi bandytami.

## Obsada
- Mel Gibson jako kierowca
- Kevin Hernandez jako dziecko
- Daniel Giménez Cacho jako Javi
- Dolores Heredia jako mama dziecka
- Peter Stormare jako Frank
- Dean Norris jako Bill
- Bob Gunton jako pan Kaufmann
- Scott Cohen jako prawnik Franka
- Aaron Cohen jako wynajęty zabójca
- Patrick Bauchau jako chirurg
- Stephanie Lemelin jako sekretarka prawnika Franka
- Denise Gossett jako sekretarka pana Kauffmana
- Tom Schanley jako Gregor
- Ténoch Huerta jako Carlos
- Roberto Sosa jako Cielesny